# Рабочий (Тамбовская область)
Рабочий — посёлок в Сосновском районе Тамбовской области России. Входит в состав Кулеватовского сельсовета.

## География
Рабочий расположен в пределах Окско-Донской равнины, в центральной части района.
Климат
Рабочий находится, как и весь район, в умеренном климатическом поясе и входит в состав континентальной климатической области Восточно-Европейской равнины. В среднем в год выпадает от 350 до 450 мм осадков. Весной, летом и осенью преобладают западные и южные ветра, зимой — северные и северо-восточные. Средняя скорость ветра 4-5 м/с.

## История
В 1962 году в селе Кулеватово на территории бывшей ремонтно-строительной станции была создана исправительно-трудовая колония № 4.
Согласно Закону Тамбовской области от 17 сентября 2004 года № 232-З посёлок включен в состав образованного муниципального образования Кулеватовский сельсовет.

## Население
| 2010 |
| ---- |
| 433  |

## Инфраструктура
ФКУ ИК-4 «Исправительная колония № 4».

## Транспорт
Через поселок проходит автодорога 68Н-040 Тамбов-Шацк.